# Prefectura de Gifu

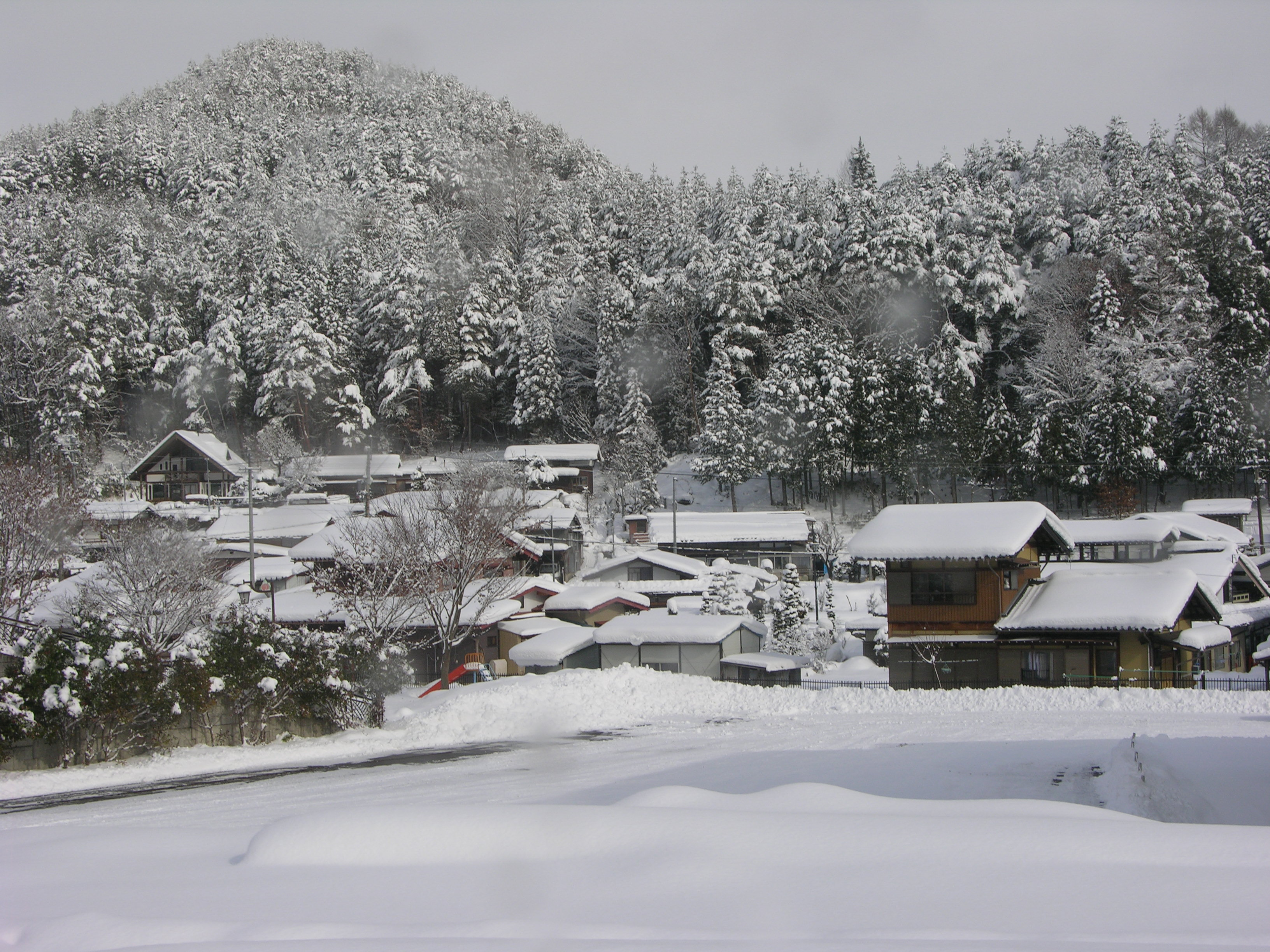
Vista invernal de Gifu.

La prefectura de Gifu (岐阜県 Gifu-ken?) es una prefectura del centro de Japón y está situada en la región de Chūbu de Honshu. La prefectura de Gifu tiene una población de 1.991.390 habitantes (al 1 de junio de 2019) y tiene una superficie geográfica de 10.621 kilómetros cuadrados. La prefectura de Gifu limita al norte con la prefectura de Toyama, la prefectura de Ishikawa al noroeste, la prefectura de Fukui y la prefectura de Shiga al oeste, la prefectura de Mie al suroeste, la prefectura de Aichi al sur y la prefectura de Nagano al este. 
La capital es la ciudad de Gifu y es la ciudad más grande de la prefectura de Gifu, junto con otras ciudades importantes como Ōgaki, Kakamigahara y Tajimi.
La prefectura de Gifu se encuentra en el centro de Japón, es una de las ocho prefecturas japonesas sin salida al mar. Dentro de Japón, ha sido una encrucijada histórica de rutas que conectan el este con el oeste, incluida la Nakasendō, una de las Cinco Rutas del período Edo. Además, fue residencia a largo plazo de los señores feudales Oda Nobunaga y Saitō Dōsan, dos figuras influyentes de la historia japonesa durante el período Sengoku, lo que generó a finales de la era medieval la frase popular "controla Gifu y controlarás Japón".
Gifu es conocida por sus industrias tradicionales de washi, el papel tradicional japonés, con el que se confeccionan, entre otros objetos, las conocidas linternas y paraguas de Gifu. También cuenta con armerías que forjan cuchillos y espadas siguiendo técnicas milenarias. 
En esta prefectura se encuentra el castillo de Gifu. También es conocida por una tradición de 1.300 años de antigüedad, la pesca de cormoranes en el río Nagara, y por haber sido el escenario de la batalla de Sekigahara.

## Historia
El territorio que conforma la actual Gifu se convirtió en parte de la corte de Yamato a mediados del siglo IV. Debido a que se encuentra en el centro de la isla de Honshu, ha sido el escenario de numerosas batallas decisivas a lo largo de la historia de Japón, siendo la más importante la Guerra Jinshin en 672, que llevó al establecimiento del emperador Tenmu como el cuadragésimo emperador de Japón.
La prefectura de Gifu está formada por las antiguas provincias de Hida y Mino, así como por partes más pequeñas de Echizen y Shinano.

## Geografía

### Ciudades
- Ena(恵那)
- Gero(下呂)
- Gifu (capital)
- Gujō(郡上)
- Hashima
- Hida
- Kaizu
- Kakamigahara
- Kani
- Mino
- Minokamo
- Mizuho
- Mizunami
- Motosu
- Nakatsugawa
- Ōgaki
- Seki
- Tajimi
- Takayama
- Toki
- Yamagata

### Pueblos y villas
Éstos son los pueblos y villas de cada distrito:
- Distrito de Anpachi
  - Anpachi
  - Gōdo
  - Wanouchi
- Distrito de Fuwa
  - Sekigahara
  - Tarui
- Distrito de Hashima
  - Ginan
  - Kasamatsu
- Distrito de Ibi
  - Ibigawa
  - Ikeda
  - Ōno
- Distrito de Kamo
  - Hichisō
  - Higashishirakawa
  - Kawabe
  - Sakahogi
  - Shirakawa
  - Tomika
  - Yaotsu
- Distrito de Kani
  - Mitake
- Distrito de Motosu
  - Kitagata
- Distrito de Ōno
  - Shirakawa
- Distrito de Yōrō
  - Yōrō

## Economía
Destaca la pesca en el río Nagara, industrias de metalurgia e instalaciones fabriles de Kawasaki y Mitsubishi, además del turismo y la industria artesanal tradicional del papel. Por su ubicación geográfica ha sido un cruce de caminos en la historia de Japón entre las regiones del norte y sur.

## Símbolos de la prefectura
Representa el ideograma 岐 (gi), que expresa paz y armonía.